# Nouns
Nouns è il primo album in studio del duo statunitense No Age, pubblicato l'8 maggio 2008.

## Pubblicazione
È stato (in parte) registrato ai Southern Studios di Londra. L'album è trapelato su Internet il 16 aprile 2008 e pubblicato da Sub Pop il successivo 6 maggio. Nouns è stato pubblicato su LP, CD e in formato digitale. La versione CD contiene un libretto di 68 pagine a colori con disegni, foto, testi e informazioni sull'uscita. L'album è stato nominato per un Grammy Award nella categoria Best Recording Package.

## Accoglienza
L'album ha ricevuto molte recensioni positive (come indicato dal suo punteggio Metacritic di 79). Ha ottenuto un punteggio di 9,2/10 da Pitchfork, che lo rende il disco del 2008 con il punteggio più alto sul sito web insieme a Dear Science di TV on the Radio e Microcastle di Deerhunter. L'album si è classificato al terzo posto nell'elenco di Pitchfork dei 50 migliori album del 2008 ed è stato elencato al numero 50 nell'elenco di Rolling Stone dei migliori album dell'anno. Il singoloTeen Creeps è stato anche menzionato come uno dei punti salienti dell'album. In particolare, Spin l'ha descritto come «l'aggiunta di riff pop Superchunky al loro implacabile vigore punk».

## Tracce
1. Miner – 1:50
2. Eraser – 2:41
3. Teen Creeps – 3:25
4. Things I Did When I Was Dead – 2:27
5. Cappo – 2:42
6. Keechie – 3:27
7. Sleeper Hold – 2:26
8. Errand Boy – 2:41
9. Here Should Be My Home – 2:03
10. Impossible Bouquet – 2:09
11. Ripped Knees – 2:53
12. Brain Burner – 1:51